# Money in the Bank (2025)
Money in the Bank (2025), também promovido como Money in the Bank: Los Angeles, foi um evento pay-per-view (PPV) e transmissão ao vivo de luta livre profissional produzido pela WWE. Foi o 16º evento anual Money in the Bank e ocorreu no sábado, 7 de junho de 2025, no Intuit Dome, em Inglewood, Califórnia. Foi realizado para lutadores das divisões Raw e SmackDown da promoção, contando também com uma luta envolvendo um lutador da promoção irmã da WWE, Lucha Libre AAA Worldwide (AAA). Este foi o primeiro Money in the Bank a ser transmitido pela Netflix na maioria dos mercados internacionais e o primeiro evento do Money in the Bank a ser realizado tanto no estado da Califórnia quanto na área metropolitana de Los Angeles.
O evento é baseado na luta Money in the Bank, uma luta de escadas com vários lutadores em que os participantes competem para obter um contrato que concede ao vencedor um combate por um campeonato de sua escolha a qualquer momento no próximo ano. A luta masculina foi vencida por Seth Rollins, do Raw, enquanto a luta feminina, que foi a abertura do evento, foi vencida por Naomi, do SmackDown.
Três outras lutas ocorreram no evento. No evento principal, Cody Rhodes e Jey Uso derrotaram John Cena e Logan Paul, em uma luta que marcou a última aparição de Cena no Money in the Bank como lutador, devido à sua aposentadoria da luta livre profissional no final de 2025. O evento também contou com a aparição surpresa de R-Truth, já que, apenas uma semana antes, foi anunciado que seu contrato não seria renovado; foi posteriormente revelado que, como resultado da reação dos fãs, seu contrato foi renovado pouco antes do evento. O dia do evento também marcou o 28º aniversário da estreia de Michael Cole como comentarista na empresa.

## Produção

### Introdução

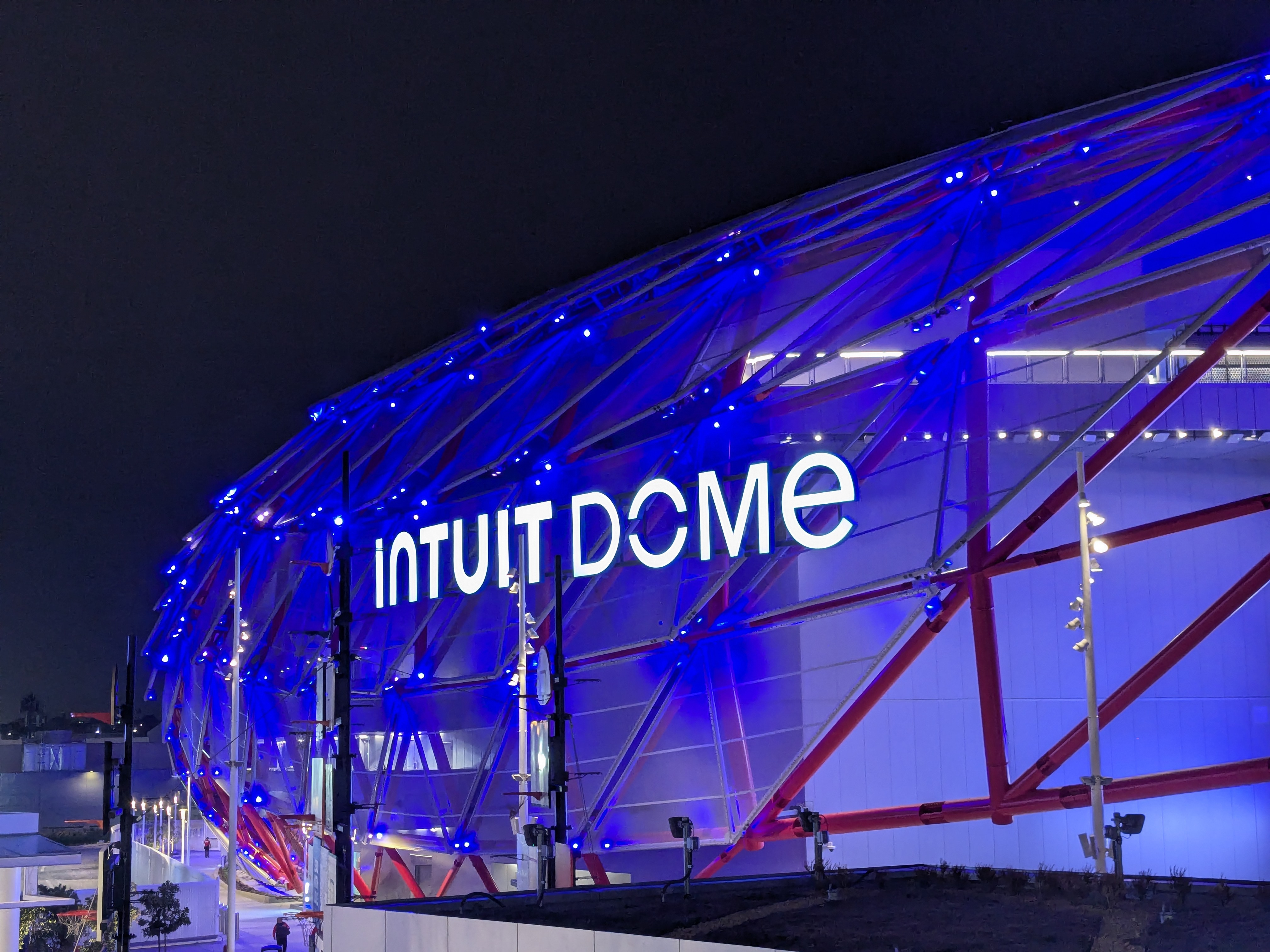
O evento foi realizado no Intuit Dome em Inglewood, Califórnia.

Money in the Bank é um evento anual de luta livre profissional produzido pela promoção americana WWE desde 2010, geralmente realizado entre maio e julho. Junto com WrestleMania, Royal Rumble, SummerSlam e Survivor Series, é considerado um dos cinco maiores eventos do ano da promoção, conhecidos como "Cinco Grandes". O conceito do show vem da luta de escada Money in the Bank da WWE, na qual vários lutadores usam escadas para pegar uma pasta pendurada acima do ringue. A pasta contém um contrato que garante aos respectivos vencedores masculino e feminino uma luta por um campeonato de sua escolha a qualquer momento no próximo ano.
Anunciado em 20 de abril de 2025, o evento de 2025 foi a 16ª edição do Money in the Bank e aconteceu no sábado, 7 de junho de 2025, no Intuit Dome em Inglewood, Califórnia, com lutadores das divisões Raw e SmackDown. Este foi o primeiro Money in the Bank a ser realizado em junho desde o evento de 2018. Como parte do fim de semana do Money in the Bank, a marca de desenvolvimento da WWE, o NXT, juntamente com a subsidiária mexicana da empresa, a Lucha Libre AAA Worldwide, realizou o Worlds Collide no mesmo dia, antes do Money in the Bank, no próximo Kia Forum.
Além de ser transmitido mundialmente por pay-per-view tradicional e por transmissão ao vivo pelo Peacock nos Estados Unidos, o evento também esteve disponível para transmissão ao vivo pela Netflix na maioria dos mercados internacionais e pela WWE Network nos países restantes que ainda não migraram para a Netflix devido a contratos preexistentes. Este foi o primeiro Money in the Bank a ser transmitido pela Netflix após a fusão da WWE Network com o serviço em janeiro de 2025 nessas regiões.

### Histórias
O card incluiu lutas resultantes de histórias roteirizadas. Os resultados foram predeterminados pelos escritores da WWE nas marcas Raw e SmackDown, enquanto as histórias foram produzidas nos programas semanais de televisão da WWE, Monday Night Raw e Friday Night SmackDown.
As lutas qualificatórias para a luta de escadas masculina do Money in the Bank começaram no episódio de 16 de maio do SmackDown, com Solo Sikoa derrotando Jimmy Uso e Rey Fénix em uma luta triple threat. As lutas qualificatórias continuaram no SmackDown da semana seguinte, com outra luta triple threat, onde LA Knight derrotou Aleister Black e Shinsuke Nakamura. As qualificatórias continuaram no episódio de 26 de maio do Raw com mais duas lutas triple threat, onde Penta derrotou Chad Gable e Dragon Lee, e mais tarde naquela noite, Seth Rollins derrotou Finn Bálor e Sami Zayn. Na edição do SmackDown daquela semana, Andrade garantiu a última vaga do SmackDown ao derrotar Carmelo Hayes e Jacob Fatu, enquanto a última vaga do Raw foi decidida no episódio de 2 de junho do Raw, onde El Grande Americano derrotou AJ Styles e CM Punk.
As lutas qualificatórias para a luta de escadas feminina do Money in the Bank também começaram no episódio de 16 de maio do SmackDown, com Alexa Bliss derrotando Chelsea Green e Michin em uma luta triple threat. As duas próximas lutas qualificatórias, que também foram lutas triple threat, aconteceram no episódio de 19 de maio do Raw, onde Roxanne Perez derrotou Becky Lynch e Natalya, e depois Rhea Ripley derrotou Kairi Sane e Zoey Stark. A quarta vaga foi definida por outra luta triple threat, onde Giulia derrotou Charlotte Flair e Zelina Vega. A última vaga do SmackDown foi decidida no episódio de 30 de maio do SmackDown, onde Naomi derrotou Jade Cargill e Nia Jax, enquanto a última vaga do Raw foi decidida no episódio de 2 de junho do Raw, onde Stephanie Vaquer derrotou Ivy Nile e Liv Morgan.
No Royal Rumble, em 1º de fevereiro, Jey Uso venceu a luta masculina do Royal Rumble ao eliminar John Cena por último. Na Noite 1 da WrestleMania 41, Uso conquistou o Campeonato Mundial dos Pesos Pesados, enquanto na Noite 2, um Cena agora vilão derrotou Cody Rhodes para conquistar o Campeonato Indiscutível da WWE. Após a WrestleMania, Rhodes tirou um sabático da WWE, enquanto Uso começou uma rivalidade com Logan Paul. No Saturday Night's Main Event XXXIX, em 24 de maio, Cena confrontou Uso nos bastidores antes da defesa de título deste contra Paul. Cena comentou sobre a possibilidade de Uso perder seu título para "um YouTuber" e como isso "arruinaria o wrestling", algo que Cena prometeu fazer após declarar suas intenções de se aposentar como campeão no final de 2025. Mais tarde naquela noite, Cena interferiu na luta pelo título a favor de Paul, mas foi frustrado por Rhodes, que retornou. Uso então fez o pin sobre Paul para manter seu título. Após a luta, Rhodes declarou que ele e Uso enfrentariam Cena e Paul em uma luta de duplas no Money in the Bank, o que foi posteriormente oficializado.
Na Noite 2 da WrestleMania 41, Lyra Valkyria se juntou a uma Becky Lynch que retornava para conquistar o Campeonato de Duplas Femininas da WWE, apenas para perder o título imediatamente na noite seguinte em uma revanche no Raw, o que enfureceu Lynch, fazendo com que ela se virasse contra Valkyria. As duas então se enfrentaram no Backlash pelo Campeonato Intercontinental Feminino da WWE de Valkyria, onde Valkyria manteve o título, mas após a luta, Lynch atacou ainda mais Valkyria. Valkyria então custou a Lynch sua vaga na luta qualificatória para o Money in the Bank no episódio de 19 de maio do Raw. Em 26 de maio, uma revanche pelo Campeonato Intercontinental Feminino foi marcada para o Money in the Bank. Na edição do Raw dessa noite, Lynch propôs uma estipulação de "Luta de Última Chance" para o combate, onde, se Valkyria vencesse, ela nunca mais poderia disputar o título enquanto Valkyria fosse campeã, mas se Lynch vencesse, Valkyria teria que levantar sua mão e reconhecer Lynch como a melhor mulher, da mesma forma que Lynch fez em 2023 quando perdeu o Campeonato Feminino do NXT para Valkyria, que então concordou.
Durante o evento Worlds Collide, poucas horas antes do Money in the Bank, depois que a equipe de Octagón Jr. da AAA havia acabado de vencer sua luta, Dominik Mysterio, que estava sentado à beira do ringue, interrompeu a comemoração e zombou de Octagón Jr. por ser fã de seu pai, Rey Mysterio. Uma briga começou e Dominik, então, desafiou Octagón Jr. para uma luta naquela noite, no Money in the Bank, colocando seu Campeonato Intercontinental da WWE em jogo. A luta foi oficialmente confirmada em seguida.

## Evento

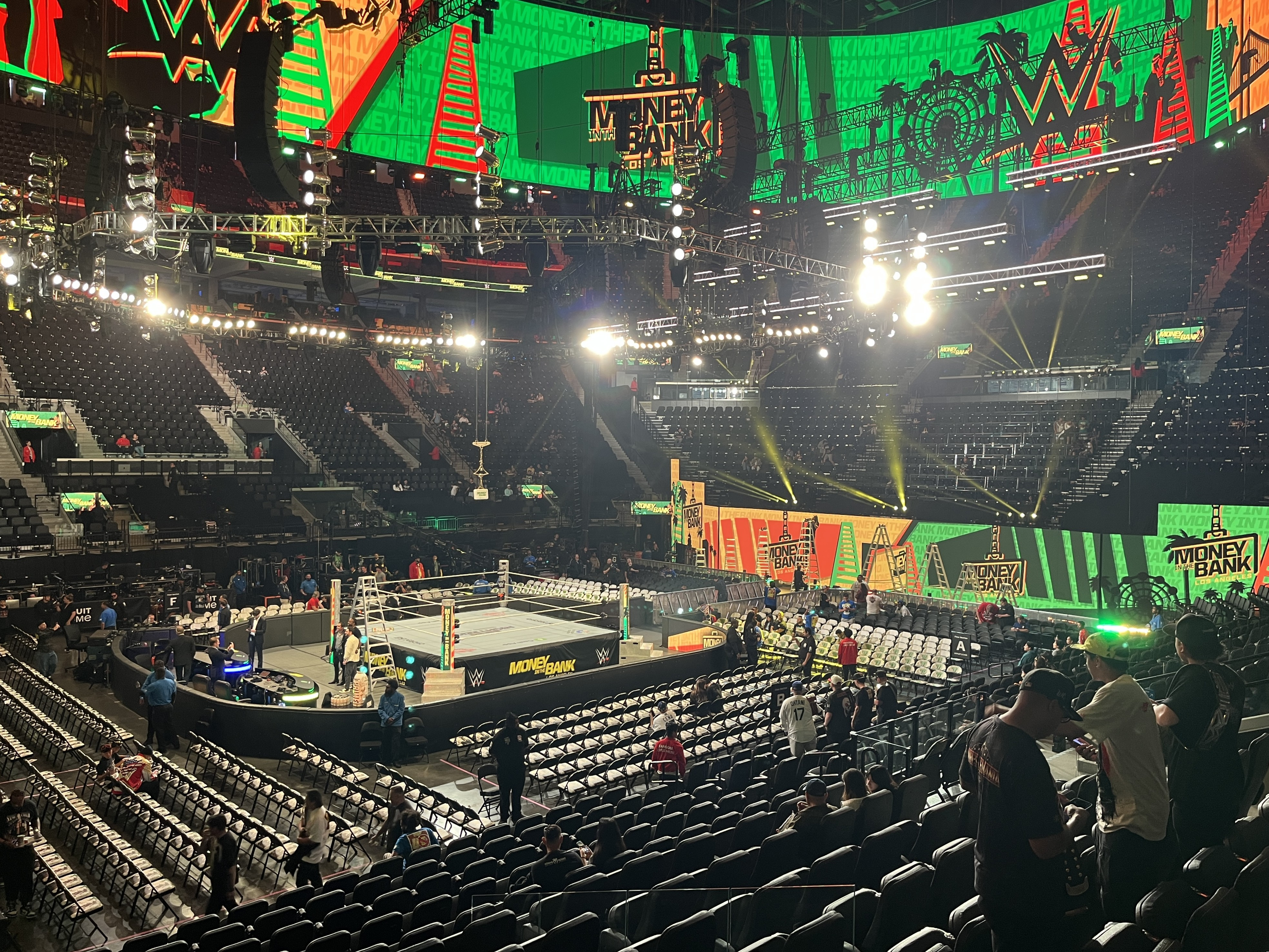
O Intuit Dome antes do show.

| Função:                   | Nome:             |
| ------------------------- | ----------------- |
| Comentaristas em inglês   | Michael Cole      |
| Comentaristas em inglês   | Pat McAfee        |
| Comentaristas em inglês   | Wade Barrett      |
| Comentaristas em espanhol | Marcelo Rodríguez |
| Comentaristas em espanhol | Jerry Soto        |
| Anunciadora de ringue     | Alicia Taylor     |
| Árbitros                  | Danilo Anfibio    |
| Árbitros                  | Jason Ayers       |
| Árbitros                  | Jessika Carr      |
| Árbitros                  | Dan Engler        |
| Árbitros                  | Daphanie LaShaunn |
| Árbitros                  | Eddie Orengo      |
| Árbitros                  | Charles Robinson  |
| Árbitros                  | Ryan Tran         |
| Árbitros                  | Rod Zapata        |
| Entrevistadores           | Cathy Kelley      |
| Entrevistadores           | Byron Saxton      |
| Painel do pré-show        | Vic Joseph        |
| Painel do pré-show        | Peter Rosenberg   |
| Painel do pré-show        | Big E             |

### Lutas preliminares
O evento começou com a luta de escadas Money in the Bank feminina, com Roxanne Perez, Rhea Ripley e Stephanie Vaquer do Raw e Alexa Bliss, Giulia e Naomi do SmackDown. Durante a luta, Perez e Giulia enterraram Ripley sob escadas do lado de fora do ringue. Após se soltar das escadas, Ripley dominou Perez, Naomi e Giulia. Ripley colocou uma escada em um canto do ringue e jogou Giulia contra ela. Ripley então colocou uma escada e fez uma ponte sobre outra antes de Vaquer enviar repetidamente o rosto de Ripley contra a escada. Vaquer estava no topo da escada quando foi parada por Perez, e Bliss subiu pelo outro lado, seguida por Naomi. Vaquer tentou um suplex em Perez, que bloqueou. Enquanto isso, Bliss subiu na escada, mas foi parada por Naomi. Bliss e Perez então aplicaram powerbombs Code Red em Naomi e Vaquer, respectivamente, sobre as escadas conectadas. Giulia e Perez lutavam no topo da escada quando Bliss puxou Perez para baixo. Ripley então jogou Giulia para fora da escada e aplicou o Riptide em Giulia, enquanto Bliss aplicou o Sister Abigail em Perez. Enquanto Bliss e Ripley lutavam na escada, Naomi as derrubou. Naomi então subiu na escada e pegou a maleta para vencer a luta.
Na segunda luta, Dominik Mysterio (acompanhado por Liv Morgan) defendeu o Campeonato Intercontinental contra Octagón Jr. Após interferência de Morgan, Mysterio executou um 619 e um Frog Splash em Octagón Jr. para manter o título.
Depois disso, Lyra Valkyria defendeu o Campeonato Intercontinental Feminino contra Becky Lynch. Durante a luta, Lynch aplicou um Manhandle Slam em Valkyria a partir da segunda corda, quase conseguindo a vitória. Fora do ringue, Valkyria aplicou um Nightwing em Lynch. No final, após trocar roll-ups, Lynch conseguiu fazer o pin sobre Valkyria com um roll-up, segurando nas cordas para conquistar o título. Após a luta, Valkyria reconheceu Lynch como a melhor lutadora, mas a surpreendeu com um Nightwing.
A penúltima luta foi a luta de escadas Money in the Bank masculina envolvendo Seth Rollins, Penta e El Grande Americano do Raw e Andrade, Solo Sikoa e LA Knight do SmackDown. Durante a luta, Knight executou um elbow drop em Sikoa em uma escada. Enquanto Americano aplicava um ankle lock em Rollins, Andrade subiu na escada e executou um sunset bomb em Americano. Penta executou um superplex em Rollins. Penta executou um Mexican Destroyer em Andrade em uma escada em ponte. Enquanto Penta e Knight lutavam dentro do ringue, Americano executou um superplex em Penta jogando-o da escada. Americano então pegou uma escada patrocinada pela Fireball e atingiu Penta, Sikoa, Knight e Rollins com ela. Knight executou um superplex em Americano do topo da escada. Na reta final da luta, com Knight, Penta e Andrade prestes a pegar a maleta, os companheiros de grupo de Rollins, Bron Breakker e Bronson Reed, se envolveram para ajudar Rollins. Os companheiros de grupo de Sikoa, o campeão dos Estados Unidos Jacob Fatu e JC Mateo, chegaram para ajudar Sikoa. Enquanto Sikoa subia a escada, Fatu o parou, gritou "EU TE ODEIO" e atacou Sikoa executando um Spinning Solo nele, jogando-o contra uma escada conectada. Rollins venceu a luta executando um Curb Stomp em Knight e subindo a escada para pegar a maleta, tornando-se duas vezes detentor do Money in the Bank.

### Evento principal
O evento principal foi Cody Rhodes e o campeão mundial dos pesos pesados "Main Event" Jey Uso contra o campeão indiscutível da WWE John Cena e Logan Paul em uma luta de duplas. O histórico de Rhodes e Uso como campeões de duplas lhes deu uma vantagem inicial sobre Cena e Paul. No entanto, Cena e Paul se reagruparam para isolar Uso de Rhodes. Contudo, a crescente dissensão entre Cena e Paul permitiu que Uso e Rhodes recuperassem o ímpeto. Na reta final, vários momentos importantes ocorreram; Paul acidentalmente acertou um springboard splash em Cena, Rhodes aplicou um superplex em Paul, seguido por um Uso Splash enquanto Paul segurava um drone com câmera, Uso aplicou um spear em Cena que estava com Rhodes em posição para o Attitude Adjustment, e Paul executou um springboard moonsault em Uso através da mesa de comentaristas. Esse último momento tirou Paul e Uso de ação pelo resto da luta. Enquanto o árbitro atendia Paul e Uso, Cena pegou seu Campeonato da WWE e atingiu Rhodes na cabeça com ele. Antes que Cena pudesse se aproveitar, ele foi atacado por uma figura encapuzada. A figura encapuzada foi revelada como sendo R-Truth, que havia sido dispensado da WWE. Truth acertou Cena com o Campeonato da WWE e saiu. Rhodes, recuperado, aproveitou a oportunidade e acertou um Cross Rhodes em Cena para vencer a luta.

## Recepção
Mike Tedesco, do WrestleView, classificou a luta feminina do Money in the Bank como "no geral bastante boa", destacando "alguns bons momentos para algumas das estrelas jovens, especialmente Stephanie Vaquer e Roxanne Perez". Shakiel Mahjouri, do CBS Sports, deu nota B+, chamando-a de uma "luta de escadas sólida que mostrou a evolução da divisão feminina da WWE", destacando Naomi como uma "escolha confiável que pode se beneficiar da maleta". Wade Keller, do Pro Wrestling Torch, descreveu a luta como "emocionante, uma luta de escadas sólida no geral, com alguns movimentos perigosos e um bom ritmo, sem exageros".
Para a luta masculina do Money in the Bank, Keller a descreveu como "emocionante do começo ao fim", e afirmou que "a vitória de Seth fez sentido, pois deu mais força à nova facção Heyman/Seth neste verão, além de ninguém mais ser uma escolha óbvia para segurar a maleta e fazer um cash-in credível, embora houvesse teorias divertidas e especulações sobre El Grande Americano vencer, mas outra pessoa fazer o cash-in usando a máscara do Americano". Apesar de "nem tudo ter sido perfeito", o combate teve uma "sensação épica e satisfatória no geral". Tedesco chamou a luta de "muito boa e digna de notícia", com "alguns momentos realmente incríveis e pouco tempo morto". Mahjouri deu nota A, considerando-a "uma das melhores lutas de escadas do Money in the Bank nos últimos tempos, com múltiplas histórias 'incorporadas e avançadas', Rollins como uma grande ameaça com a maleta, e momentos altos espetaculares".
Para o evento principal, Keller classificou-o como "irregular, com alguns momentos altos e longos períodos baixos", mas o retorno de R-Truth "sobrepôs praticamente qualquer outra coisa". Mahjouri deu nota A+, afirmando que, embora "não tenha sido um clássico técnico", "a segunda metade foi um grande entretenimento esportivo", com um spot "inteligente" envolvendo um drone, um springboard moonsault perfeito de Paul, e o retorno de R-Truth sendo "uma das melhores surpresas dos últimos tempos. Se wrestling é sobre momentos, você não encontrará muitos melhores neste ano". Tedesco chamou a luta de "excelente" e comentou que "na primeira parte, parecia uma luta de duplas de house show, mas depois melhorou muito". Tedesco também considerou o Money in the Bank "bem legal" e "uma boa forma de passar um sábado à noite".

## Após o evento

### Raw
O campeão indiscutível da WWE, John Cena, abriu o episódio seguinte do Raw para falar sobre o retorno de R-Truth, mas foi interrompido por CM Punk, que apareceu para defender o público. Punk então declarou seu interesse em conquistar o título de Cena, e o próprio Cena anunciou que a luta entre os dois aconteceria no Night of Champions, antes de ser interrompido por Seth Rollins, detentor do contrato do Money in the Bank masculino.
Também no Raw, R-Truth agradeceu aos fãs por fazerem suas vozes serem ouvidas, antes de cortar o próprio cabelo e encerrar o personagem R-Truth, passando a ser conhecido agora como Ron Killings.
Enquanto comemorava sua conquista como nova campeã intercontinental feminina, Becky Lynch foi interrompida por Lyra Valkyria. No entanto, antes que Valkyria pudesse confrontá-la, Lynch foi atacada por Bayley, que estava afastada desde abril devido a um ataque nos bastidores cometido por Lynch antes de seu retorno na WrestleMania 41.

### SmackDown
O campeão indiscutível da WWE, John Cena, abriu o episódio seguinte do SmackDown abordando os acontecimentos do Money in the Bank e do episódio seguinte do Raw, antes de ser interrompido e confrontado, primeiro por Cody Rhodes, depois por Randy Orton (a quem Cena havia derrotado de forma controversa no Backlash) e, por fim, por LA Knight. Ao deixar o ringue, Cena foi emboscado e atacado por Ron Killings. Furioso, ele retornou ao ringue mais tarde naquela noite para comentar o ataque de Killings, mas foi interrompido por seu adversário no Night of Champions, CM Punk. Após o confronto verbal entre os dois, Cena foi mais uma vez atacado por Killings. Como resultado, uma luta entre John Cena e Ron Killings foi marcada para o episódio do SmackDown de 20 de junho.
O campeão dos Estados Unidos, Jacob Fatu, falou sobre sua traição a Solo Sikoa e à The Bloodline, antes de ser interrompido por Sikoa, que afirmou estar disposto a perdoá-lo — mas também o ameaçou, dizendo que poderia acabar com ele.
Naomi, detentora do contrato do Money in the Bank feminino, falou sobre sua vitória no evento e sobre a possibilidade de fazer o cash-in contra a campeã feminina da WWE, Tiffany Stratton, antes de ser interrompida por Stratton. Após uma troca de provocações no microfone, Stratton foi atacada por Nia Jax.

## Resultados
| Nº                                          | Resultados                                                                                          | Estipulações | Tempo |
| ------------------------------------------- | --------------------------------------------------------------------------------------------------- | --- | ----- |
| 1                                           | Naomi derrotou Alexa Bliss, Giulia, Rhea Ripley, Roxanne Perez e Stephanie Vaquer                   | Luta de escadas Money in the Bank pelo contrato de uma luta por um campeonato feminino | 25:15 |
| 2                                           | Dominik Mysterio (c) (com Liv Morgan) derrotou Octagón Jr.                                          | Luta individual pelo Campeonato Intercontinental da WWE | 4:55  |
| 3                                           | Becky Lynch derrotou Lyra Valkyria (c)                                                              | Luta Last Chance pelo Campeonato Intercontinental Feminino da WWE Se Lynch tivesse perdido, ela nunca mais poderia lutar pelo título enquanto Valkyria fosse campeã. Como Valkyria perdeu, foi obrigada a levantar a mão de Lynch e reconhecê-la como a melhor mulher. | 15:20 |
| 4                                           | Seth Rollins (com Paul Heyman) derrotou Andrade, El Grande Americano, LA Knight, Penta e Solo Sikoa | Luta de escadas Money in the Bank pelo contrato de uma luta por um campeonato masculino | 33:35 |
| 5                                           | Cody Rhodes e Jey Uso derrotaram John Cena e Logan Paul                                             | Luta de duplas | 24:00 |
| (c) – Refere-se aos campeões antes da luta. | | |       |